# LWL-Klinik Herten

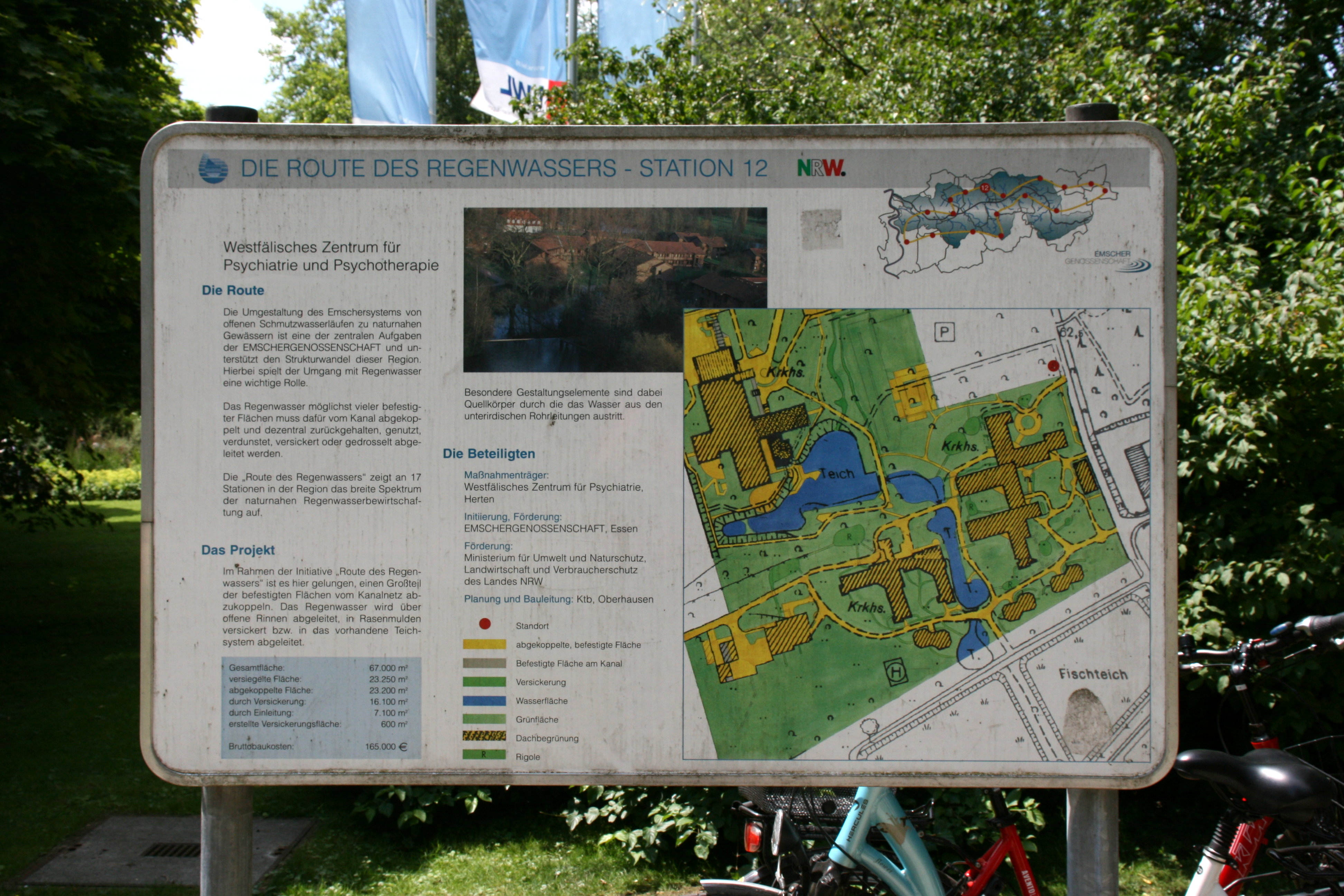
Übersichtsplan, 2011

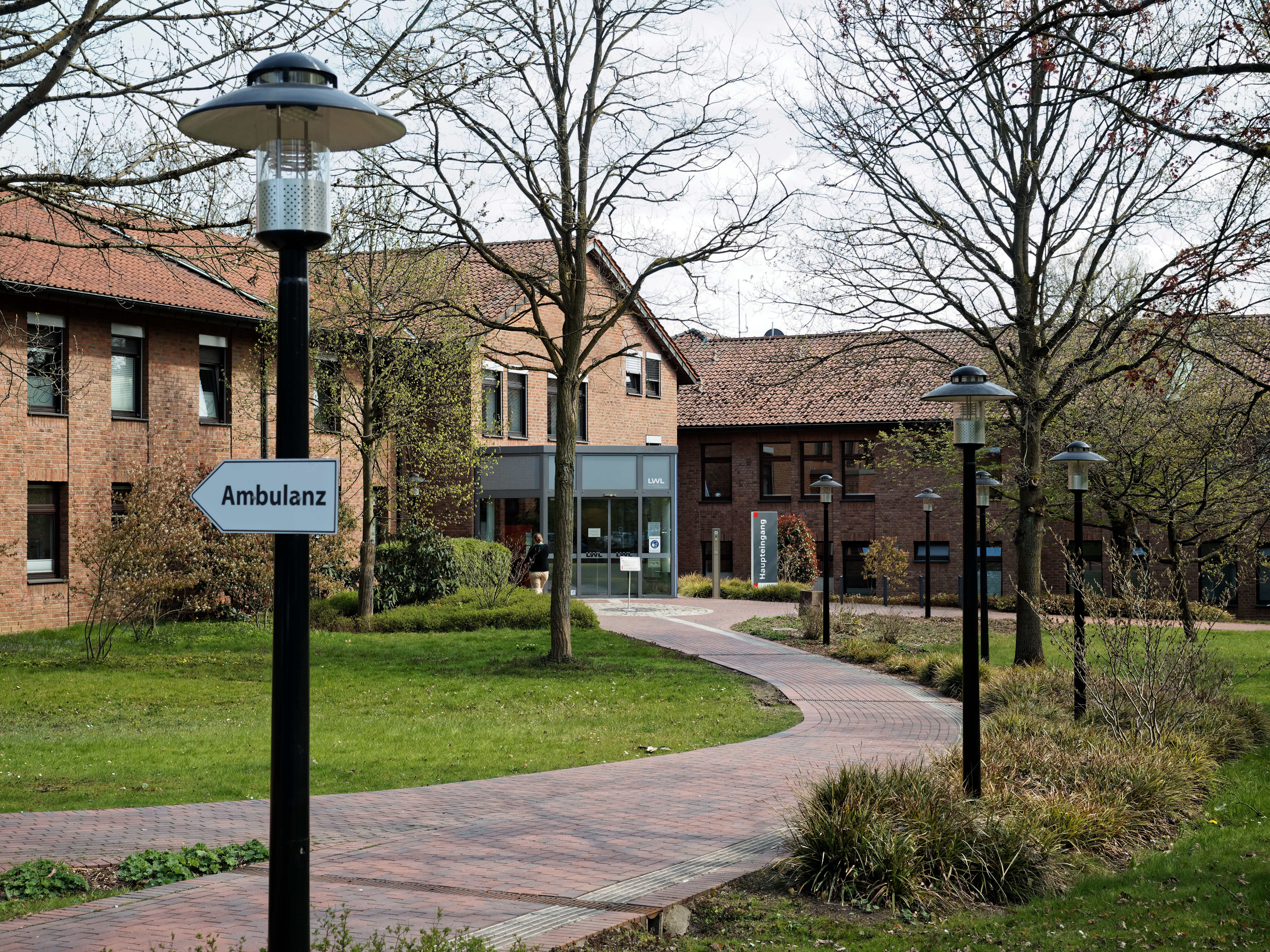
Klinikgebäude

Die LWL-Klinik Herten ist eine Fachklinik für Psychotherapie, Psychiatrie und Psychosomatische Medizin am Schlosspark 20 in Herten, Kreis Recklinghausen. Sie zählt zum Verbund des Landschaftsverbandes Westfalen-Lippe. Sie verfügt über 195 vollstationäre und 100 teilstationäre Behandlungsplätze. Zur LWL-Klinik Herten gehören das Wasserschloss und die Schlosskapelle von Schloss Herten.
Die Klinik besteht seit 1985.